# Diagonální matice

Diagonální matice řádu 4. Nenulové prvky mohou být pouze na zvýrazněné hlavní diagonále matice.

V lineární algebře je diagonální matice čtvercová matice, ve které jsou všechny prvky mimo hlavní diagonálu nulové. Diagonální matice jsou určeny výhradně prvky na hlavní diagonále a tyto prvky mohou být i nulové.
U diagonálních matic se součin a inverze počítá snadněji než u obecných matic. Je-li lineární zobrazení reprezentováno na vektorovém prostoru konečné dimenze pomocí diagonální matice, pak vlastní čísla zobrazení jsou prvky na diagonále. 
V geometrii lze diagonální matici použít jako matici škálování, protože příslušný součin vede ke změně měřítka ve směru jednotlivých os. Součin s tzv. skalární maticí vede k rovnoměrné změně měřítka.

## Definice
Čtvercová matice {\displaystyle {\boldsymbol {D}}} řádu {\displaystyle n} nad tělesem {\displaystyle T} (obvykle jde o těleso reálných čísel {\displaystyle \mathbb {R} })
{\displaystyle {\boldsymbol {D}}={\begin{pmatrix}d_{11}&0&\cdots &0\\0&d_{22}&\ddots &\vdots \\\vdots &\ddots &\ddots &0\\0&\cdots &0&d_{nn}\end{pmatrix}}} ,
jejíž prvky {\displaystyle d_{ij}\in T} s {\displaystyle i\neq j} jsou všechny rovny nule, se nazývá diagonální matice.  Často se zapisuje jako:
{\displaystyle {\boldsymbol {D}}=\operatorname {diag} (d_{1},d_{2},\dotsc ,d_{n})={\begin{pmatrix}d_{1}&0&\cdots &0\\0&d_{2}&\ddots &\vdots \\\vdots &\ddots &\ddots &0\\0&\cdots &0&d_{n}\end{pmatrix}}} .
Někdy se uvedený termín používá i pro obdélníkové matice, ale v tomto článku není toto zobecnění uvažováno.

### Ukázky
Příkladem reálné diagonální matice řádu 3 je matice:
{\displaystyle \operatorname {diag} (1,4,-3)={\begin{pmatrix}1&0&0\\0&4&0\\0&0&-3\end{pmatrix}}}

### Speciální diagonální matice
- Jednotková matice je diagonální matice, ve které mají všechny prvky na hlavní diagonále hodnotu 1. Formálně: {\displaystyle \mathbf {I} _{n}=\operatorname {diag} (1,1,\dots ,1)}.
- Čtvercová nulová matice  je diagonální matice, ve které mají všechny prvky na hlavní diagonále hodnotu 0. Formálně: {\displaystyle {\boldsymbol {0}}=\operatorname {diag} (0,0,\dots ,0)}.
- Pokud se všechna čísla na hlavní diagonále diagonální matice shodují, označují se také jako skalární matice.[1] Skalární matice jsou skalární násobky jednotkové matice {\displaystyle \alpha \mathbf {I} _{n}=\operatorname {diag} (\alpha ,\alpha ,\dots ,\alpha )}. Množina nenulových skalárních matic je centrem obecné lineární grupy {\displaystyle GL_{n}(\mathbb {R} )}.

## Vlastnosti
Každá diagonální matice je symetrická, dolní trojúhelníková a horní trojúhelníková.
- Příslušné diagonální matice tvoří komutativní podokruh okruhu čtvercových matic řádu {\displaystyle n}.
- Hodnost diagonální matice je rovna počtu nenulových prvků na diagonále.
- Determinant diagonální matice je součin prvků na hlavní diagonále:
{\displaystyle \det \left(\operatorname {diag} \left(d_{1},d_{2},\dotsc ,d_{n}\right)\right)=d_{1}d_{2}\dotsm d_{n}=\prod _{i=1}^{n}d_{i}}
- Adjungovaná matice  k diagonální matice je opět diagonální.
- Diagonální matice jsou symetrické, a proto se nemění transpozicí: {\displaystyle {\boldsymbol {D}}^{\mathrm {T} }={\boldsymbol {D}}}.
- Komplexní diagonální matice jsou normální. Pokud mají reálné prvky, jsou dokonce samoadjungované.

## Aritmetické operace

### Součet, skalární násobek a součin
Součet, skalární násobek a součin diagonálních matic jsou jednoduché operace:
Součet dvou diagonálních matic je diagonální a platí:
{\displaystyle \operatorname {diag} (a_{1},a_{2},\dots ,a_{n})+\operatorname {diag} (b_{1},b_{2}\dots ,b_{n})=\operatorname {diag} (a_{1}+b_{1},a_{2}+b_{2}\dots ,a_{n}+b_{n})={\begin{pmatrix}a_{1}+b_{1}&0&\cdots &0\\0&a_{2}+b_{2}&\ddots &\vdots \\\vdots &\ddots &\ddots &0\\0&\cdots &0&a_{n}+b_{n}\end{pmatrix}}}
Podobně pro skalární násobek diagonální matice a pro součin dvou diagonálních matic:
{\displaystyle \alpha \operatorname {diag} (a_{1},a_{2},\dots ,a_{n})=\operatorname {diag} (\alpha a_{1}b_{1},\alpha a_{2},\dots ,\alpha a_{n})={\begin{pmatrix}\alpha a_{1}&0&\cdots &0\\0&\alpha a_{2}&\ddots &\vdots \\\vdots &\ddots &\ddots &0\\0&\cdots &0&\alpha a_{n}\end{pmatrix}}}
{\displaystyle \operatorname {diag} (a_{1},a_{2},\dots ,a_{n})\cdot \operatorname {diag} (b_{1},b_{2},\dots ,b_{n})=\operatorname {diag} (a_{1}b_{1},a_{2}b_{2},\dots ,a_{n}b_{n})={\begin{pmatrix}a_{1}b_{1}&0&\cdots &0\\0&a_{2}b_{2}&\ddots &\vdots \\\vdots &\ddots &\ddots &0\\0&\cdots &0&a_{n}b_{n}\end{pmatrix}}}
Součin matice {\displaystyle {\boldsymbol {A}}} typu {\displaystyle m\times n} zleva s diagonální maticí řádu {\displaystyle m} odpovídá vynásobení řádků {\displaystyle {\boldsymbol {A}}} příslušnými prvky na diagonále: 
{\displaystyle {\boldsymbol {DA}}=\operatorname {diag} (d_{1},\dots ,d_{m}){\begin{pmatrix}a_{11}&\dots &a_{1n}\\\vdots &&\vdots \\a_{m1}&\dots &a_{mn}\\\end{pmatrix}}={\begin{pmatrix}d_{1}\\&\ddots \\&&d_{m}\end{pmatrix}}{\begin{pmatrix}a_{11}&\dots &a_{1n}\\\vdots &&\vdots \\a_{m1}&\dots &a_{mn}\\\end{pmatrix}}={\begin{pmatrix}d_{1}a_{11}&\dots &d_{1}a_{1n}\\\vdots &&\vdots \\d_{m}a_{m1}&\dots &d_{m}a_{mn}\end{pmatrix}}}
Součin matice {\displaystyle {\boldsymbol {A}}} typu {\displaystyle m\times n} zprava s diagonální maticí řádu {\displaystyle n} zprava odpovídá násobení sloupců {\displaystyle {\boldsymbol {A}}} prvky na diagonále:
{\displaystyle {\boldsymbol {AD}}={\begin{pmatrix}a_{11}&\dots &a_{1n}\\\vdots &&\vdots \\a_{m1}&\dots &a_{mn}\\\end{pmatrix}}\operatorname {diag} (d_{1},\dots ,d_{n})={\begin{pmatrix}a_{11}&\dots &a_{1n}\\\vdots &&\vdots \\a_{m1}&\dots &a_{mn}\\\end{pmatrix}}{\begin{pmatrix}d_{1}\\&\ddots \\&&d_{n}\end{pmatrix}}={\begin{pmatrix}d_{1}a_{11}&\dots &d_{n}a_{1n}\\\vdots &&\vdots \\d_{1}a_{m1}&\dots &d_{n}a_{mn}\end{pmatrix}}}

### Regularita a inverzní matice
Diagonální matice je regulární právě když jsou všechny prvky na diagonále nenulové. Inverzní matice je pak dána předpisem:
{\displaystyle \operatorname {diag} (d_{1},d_{2},\dots ,d_{n})^{-1}=\operatorname {diag} \left(d_{1}^{-1},d_{2}^{-1},\dots ,d_{n}^{-1}\right)}
Pro pseudoinverzi jakékoli diagonální matice platí následující:
{\displaystyle \operatorname {diag} (d_{1},d_{2},\dots ,d_{n})^{+}=\operatorname {diag} (d_{1}^{+},d_{2}^{+},\dots ,d_{n}^{+})}
kde {\displaystyle d_{i}^{+}=d_{i}^{-1}} pro {\displaystyle d_{i}\neq 0},  a v ostatních případech {\displaystyle d_{i}^{+}=0}. Při známém singulárním rozkladu lze pseudoinverzní {\displaystyle {\boldsymbol {A}}^{+}} velmi efektivně vypočítat ze vztahu: {\displaystyle {\boldsymbol {A}}^{+}={\boldsymbol {V}}\Sigma ^{+}{\boldsymbol {U}}^{\mathrm {T} }}. 

### Vlastní čísla a vlastní vektory
Vlastní čísla diagonální matice {\displaystyle \operatorname {diag} (d_{1},\dots ,d_{n})} jsou {\displaystyle d_{1},\dots ,d_{n}}, přičemž příslušné vlastní vektory {\displaystyle {\boldsymbol {e}}_{1},\dots ,{\boldsymbol {e}}_{n}} tvoří standardní bázi prostoru {\displaystyle T^{n}}.
Uvedený fakt vyplývá z výše uvedeného pravidla pro součin s diagonální maticí zleva, protože rovnice {\displaystyle {\boldsymbol {Ax}}=\lambda {\boldsymbol {x}}} pro určení vlastních čísel a vektorů se bezprostředně redukuje na vztah {\displaystyle {\boldsymbol {D}}{\boldsymbol {e}}_{i}=d_{i}{\boldsymbol {e}}_{i}}. 

## Aplikace
Diagonální matice se vyskytují v mnoha oblastech lineární algebry. Vzhledem k výše uvedenému jednoduchému popisu maticových operací a vlastních čísel a vlastních vektorů je obvykle vhodné nalézt reprezentaci např. lineárního zobrazení pomocí diagonální matice.
Čtvercová matice {\displaystyle {\boldsymbol {A}}} řádu {\displaystyle n} se nazývá diagonalizovatelná, je-li podobná diagonální matici {\displaystyle {\boldsymbol {D}}_{\boldsymbol {A}}}, čili pokud existuje regulární matice {\displaystyle {\boldsymbol {S}}} taková, že platí: {\displaystyle {\boldsymbol {D}}_{\boldsymbol {A}}={\boldsymbol {S}}^{-1}{\boldsymbol {AS}}}  (ekvivalentně: {\displaystyle {\boldsymbol {SD}}_{\boldsymbol {A}}={\boldsymbol {AS}}}). Lze dokázat, že matice řádu {\displaystyle n} je diagonalizovatelná, právě když má {\displaystyle n} lineárně nezávislých vlastních vektorů. 
V tělese reálných nebo komplexních čísel lze navíc dokázat, že každá normální matice je unitárně podobná diagonální matici (pokud 
{\displaystyle {\boldsymbol {AA}}^{*}={\boldsymbol {A}}^{*}{\boldsymbol {A}}}, 
pak existuje unitární matice {\displaystyle {\boldsymbol {U}}} taková, že {\displaystyle {\boldsymbol {UAU}}^{*}} je diagonální). Dále, ze singulárního rozkladu navíc vyplývá, že pro libovolnou matici {\displaystyle {\boldsymbol {A}}} existují unitární matice {\displaystyle {\boldsymbol {U}}} a {\displaystyle {\boldsymbol {V}}} takové, že {\displaystyle {\boldsymbol {U}}^{*}{\boldsymbol {AV}}} je nezáporná diagonální matice.